# 국제 신호기

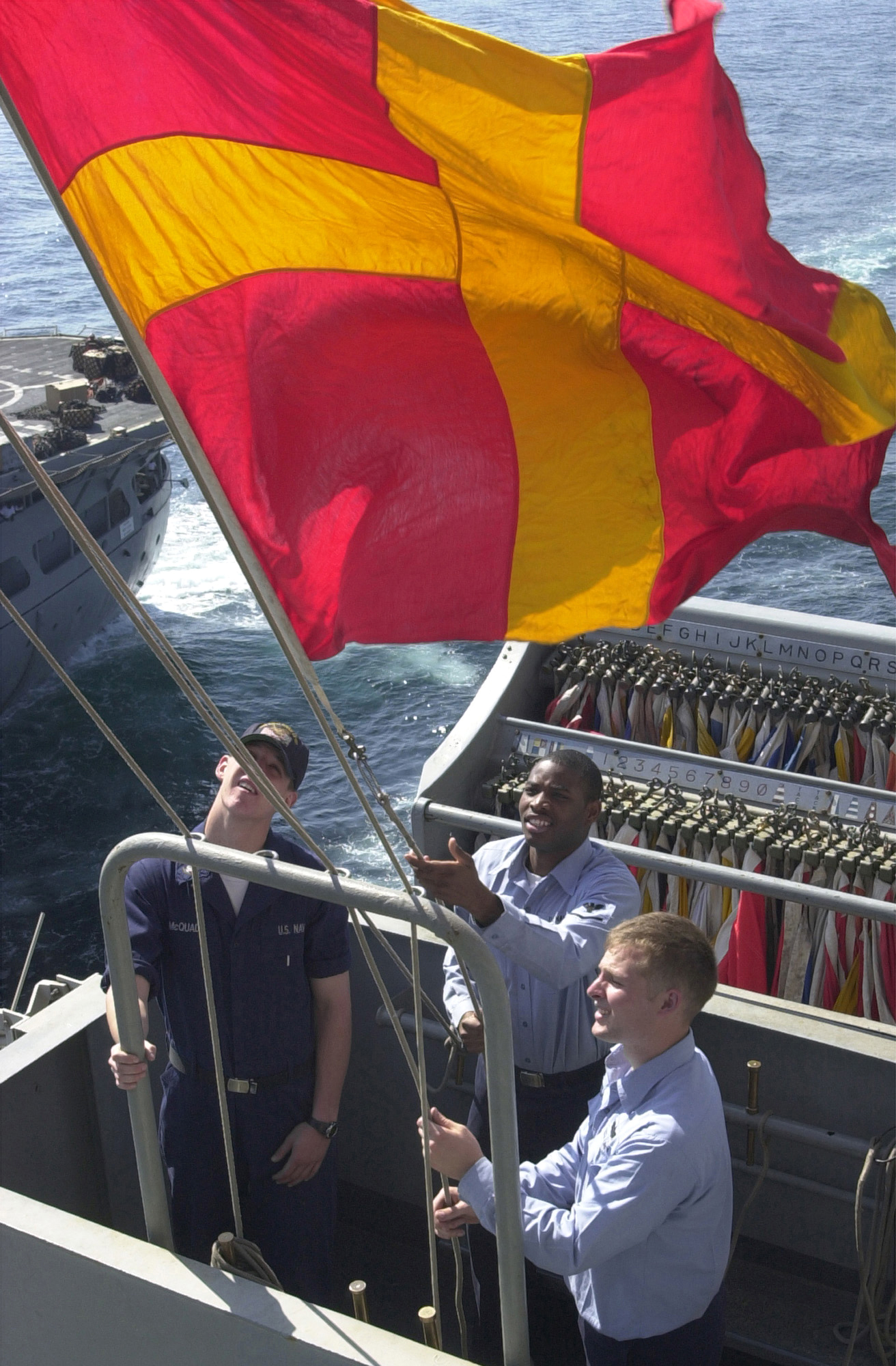
미군에서 국제 신호기를 사용하는 모습

국제 신호기(國際信號旗, 영어: international maritime signal flags)는 선박들 사이에 신호를 보낼 때 쓰는 기이다. 사용법은 국제 신호서(International Code of Signals, INTERCO)에 정의되어 있으며, 국제 신호기에 의한 신호는 기류신호(旗旒信號, Flag Signalling)라 부른다.

## 문자기

### 1자 신호
| 문자 | NATO 음성 문자 발음 | 기 | 의미                                                                                             |
| ---- | ------------------- | -- | ------------------------------------------------------------------------------------------------ |
| A    | 알파 (Alpha)        |    | 본선에서 잠수부가 활동중이다. 천천히 통과하라.                                                   |
| B    | 브라보 (Bravo)      |    | 위험물의 운반·하역중.                                                                            |
| C    | 찰리 (Charlie)      |    | 긍정.                                                                                            |
| D    | 델타 (Delta)        |    | 주의하라. 조종에 어려움이 있다.                                                                  |
| E    | 에코 (Echo)         |    | 오른쪽으로 진로 변경 중이다.                                                                     |
| F    | 폭스트롯 (Foxtrot)  |    | 조종 불능이다. 본함과 통신하라.                                                                  |
| G    | 골프 (Golf)         |    | 수로 안내인이 필요하다.                                                                          |
| H    | 호텔 (Hotel)        |    | 도선사가 승선하고 있다.                                                                          |
| I    | 인디아 (India)      |    | 왼쪽으로 진로 변경 중이다.                                                                       |
| J    | 줄리엣 (Juliet)     |    | 화재가 발생했으며, 위험물을 적재하고 있다. 본선을 회피하라.                                      |
| K    | 킬로 (Kilo)         |    | 귀함과의 통신을 요구한다.                                                                        |
| L    | 리마 (Lima)         |    | 귀함을 즉시 정선하라.                                                                            |
| M    | 마이크 (Mike)       |    | 정선중이다.                                                                                      |
| N    | 노벰버 (November)   |    | 부정.                                                                                            |
| O    | 오스카 (Oscar)      |    | 바다에 떨어진 사람이 있다.                                                                       |
| P    | 파파 (Papa)         |    | 항구에서 - 출항 준비중이므로 승무원은 귀선하라. 바다에서 어선이 - 본함의 어망이 장애물에 걸렸다. |
| Q    | 퀘벡 (Quebec)       |    | 본함 승무원의 건강에 문제가 없으며, 검역 필증을 요구한다.                                        |
| R    | 로미오 (Romeo)      |    | 신호 확인.                                                                                       |
| S    | 시에라 (Sierra)     |    | 기관을 후진으로 가동 중이다.                                                                     |
| T    | 탱고 (Tango)        |    | 본선을 회피하라. 페어 트롤링 중이다.                                                             |
| U    | 유니폼 (Uniform)    |    | 귀함의 진로에 위험이 있다.                                                                       |
| V    | 빅터 (Victor)       |    | 구원을 바란다.                                                                                   |
| W    | 위스키 (Whiskey)    |    | 의료 구호를 바란다.                                                                              |
| X    | 엑스레이 (X-ray)    |    | 본함의 신호에 주의하라.                                                                          |
| Y    | 양키 (Yankee)       |    | 닻을 조작 중이다.                                                                                |
| Z    | 줄루 (Zulu)         |    | 예인선을 요구한다.                                                                               |

### 숫자 신호
| 숫자 | 발음          | 신호기 1 | 신호기 2 |
| ---- | ------------- | -------- | -------- |
| 0    | 제로(Zero)    |          |          |
| 1    | 원(One)       |          |          |
| 2    | 투(Two)       |          |          |
| 3    | 트리(Three)   |          |          |
| 4    | 포(Four)      |          |          |
| 5    | 파이브(Five)  |          |          |
| 6    | 식스(Six)     |          |          |
| 7    | 세븐(Seven)   |          |          |
| 8    | 에이트(Eight) |          |          |
| 9    | 나인(Nine)    |          |          |

### 대체 신호
| 깃발 | 뜻                |
| ---- | ----------------- |
|      | 첫 번째 문자 반복 |
|      | 두 번째 문자 반복 |
|      | 세 번째 문자 반복 |
|      | 네 번째 문자 반복 |

## 같이 보기
- NATO 음성 문자
- 문자 인코딩
- 모스 부호